# Catacombes d'Odessa

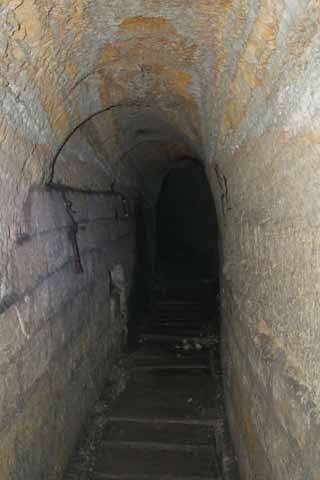

Les catacombes d'Odessa sont un réseau de tunnels sur trois niveaux qui comprennent environ 2 500 km de galeries labyrinthiques pratiqués dans la pierre calcaire ou le grès sous la ville d'Odessa en Ukraine. Il s'agit de l'un des plus grands labyrinthes urbains du monde.
Les « catacombes » peuvent atteindre 60 mètres de profondeur et sont en fait constituées de plusieurs réseaux d'une centaine de kilomètres et dépassant 1 000 km pour le plus grand.
Certaines de ces pièces ont été utilisées comme abris anti-aériens pendant la Seconde Guerre mondiale.

## Description
Ces grottes attirent les touristes de l'extrême, qui explorent les tunnels malgré les dangers encourus : les tunnels eux-mêmes ne sont pas sécurisés. Il y a eu des cas de personnes perdues dans le réseau de tunnels et mortes de déshydratation ou de chutes de pierres. Pourtant, les visites dans les catacombes ne sont pas officiellement sanctionnées parce que ces dernières n'ont pas été entièrement cartographiées et ne sont donc pas délimitées.
La topographie approximative du labyrinthe souterrain d’Odessa est inconnue. Seule une petite partie des catacombes est officiellement ouverte au public, dans le Musée à la gloire des partisans dans le village de Nerubayskoye, au nord de Odessa.
La ville d'Odessa a une population forte de plus de 1 million de personnes, ce qui pousse certains à demander la création d'un système de métro. Pourtant un tel système de métro n'a jamais été mise en œuvre, la raison invoquée étant que les tunnels fragilisent le sol.

## Composition géologique
La plupart (95-97 %) des catacombes sont d'anciennes carrières de coquina, roche sédimentaire, sur plusieurs niveaux, d'où ont été extraites les pierres calcaires pour construire la ville au-dessus. Les catacombes restantes (3-5 %) sont des cavités naturelles ou ont été excavées à d'autres fins, comme le réseau d'égouts. En 2012, on dénombre plus de 1 000 entrées connues de tunnels.

## Histoire
Les premières carrières souterraines sont apparues au XIXe siècle, alors qu'avait lieu la construction exponentielle de la ville. Les pierres calcaires ont été utilisées comme matériau de construction bon marché puisqu'elles permettaient une découpe à la scie. L'exploitation des carrières fut si intense durant la seconde moitié du XIXe siècle, que le vaste réseau de catacombes causa de nombreux désagréments à la ville. Ainsi, après la Révolution russe de 1917, l'extraction de la pierre a été interdite dans la partie centrale d'Odessa.
Pendant la Seconde Guerre mondiale, les catacombes ont servi de cachettes pour les partisans soviétiques, en particulier l'équipe de Molodtsev. Dans son ouvrage Les vagues de la mer Noire, Valentin Kataev décrit les combats entre partisans soviétiques et envahisseurs fascistes, sous Odessa et dans la proche banlieue d'Usatovo. Dans son livre La vie depuis la pierre, Sophie de Haviland décrit les catacombes et le rôle qu'elles ont joué dans la résistance menée par les partisans au cours de la Seconde Guerre mondiale. En 1961, le Club la Recherche (Poisk) a été créé afin d'explorer l'histoire du mouvement partisan dans les catacombes, son activité a permis de mieux comprendre les catacombes et ainsi de fournir des informations pour étendre la cartographie des tunnels.
Depuis le début de l'exploitation du calcaire du XXIe siècle a continué dans les mines situées à Dofinovka, Byldynka et Fomina Balka proches d'Odessa. Du fait de l'exploitation pierrière contemporaine, les catacombes continuent de s'étendre. Elles sont inscrites comme patrimoine naturel sous lidentifiant : 51-101-5005.

## Galerie de photos

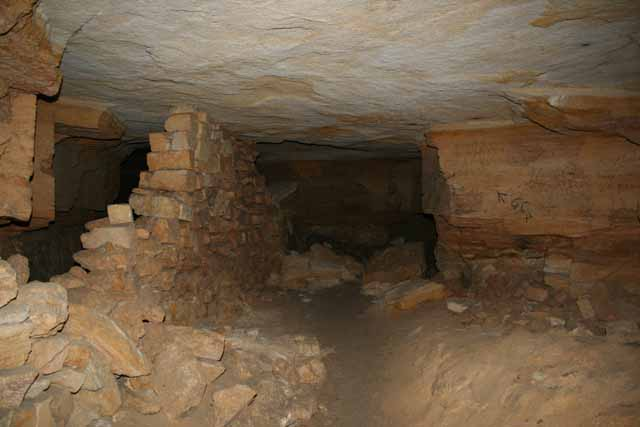
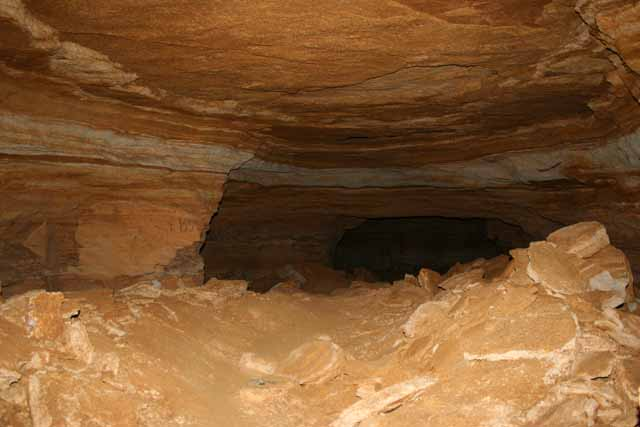
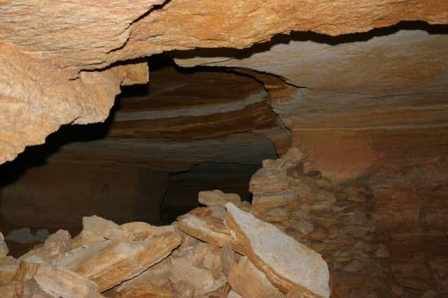
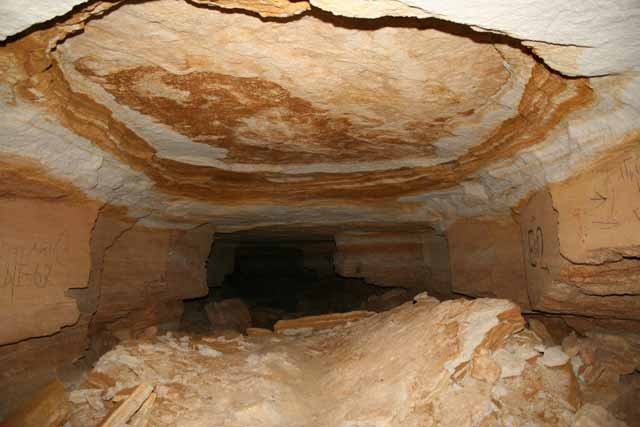
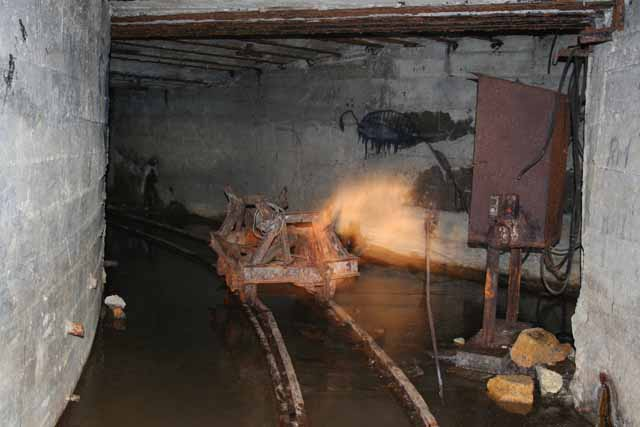
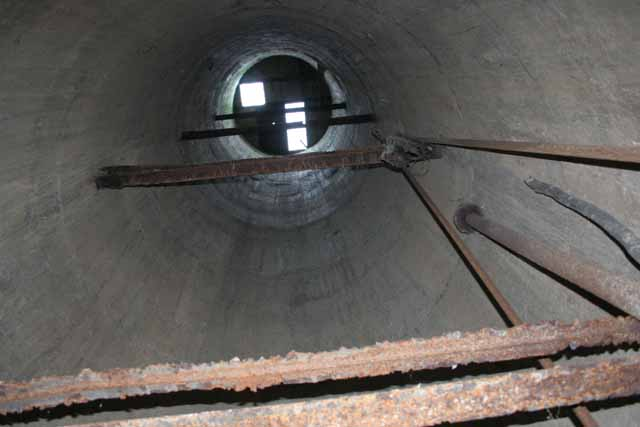
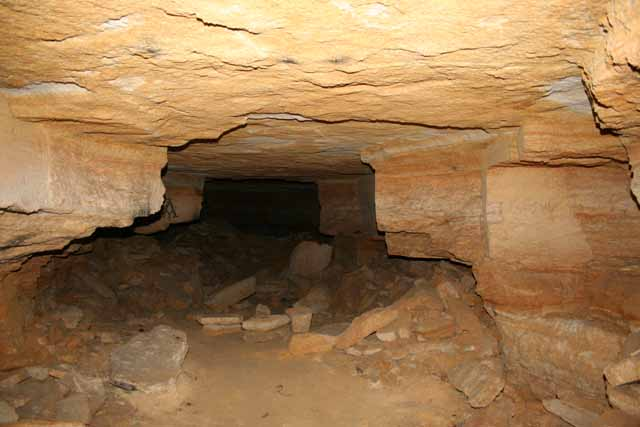
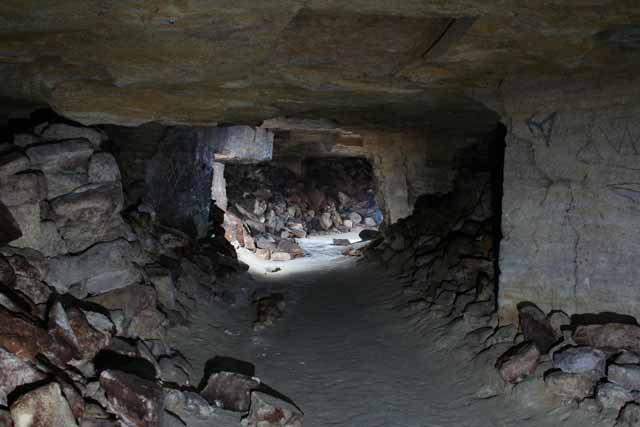
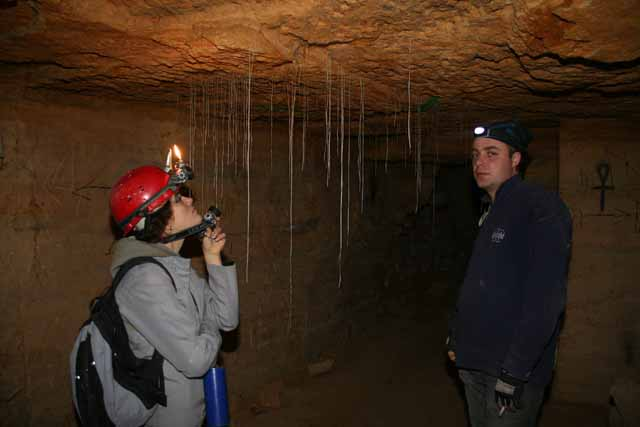